# Ituero y Lama
Ituero y Lama er en by og kommune i det centrale Spanien i provinsen Segovia. Den har et indbyggertal på 448 (2024) indbyggere.